# Crazy Love (álbum de Hawk Nelson)
Crazy Love é o quinto álbum de estúdio da banda Hawk Nelson, lançado a 8 de fevereiro de 2011.
| Críticas profissionais                                                      | Críticas profissionais |
| Avaliações da crítica                                                       | Avaliações da crítica  |
| Fonte                                                                       | Avaliação              |
| --------------------------------------------------------------------------- | ---------------------- |
| allmusic                                                                    | [ 1 ]                  |
| Jesus Freak Hideout                                                         | [ 2 ]                  |
| Esta tabela precisa de ser acompanhada por texto em prosa. Consulte o guia. |                        |

## Faixas
1. "Tally-Ho" - 1:39
2. "Your Love Is A Mystery" - 3:11
3. "Crazy Love" - 3:41
4. "My Next Breath" - 3:30
5. "We're Alright" - 3:03
6. "Skeleton" - 2:50
7. "We Can Change The World" - 3:20
8. "One Shot" - 3:21
9. "Fraud" - 2:45
10. "Joanna" - 2:58
11. "LAX" - 0:57
12. "Done Holding On" - 3:34
13. "Thanks For The Beautiful Memories" - 2:43

## Disco bónus[1][2]
Juntamente com Crazy Love, vem um disco com versões acústicas das músicas preferidas dos membros da banda.

### Faixas
1. "California" - 2:26
2. "Friend Like That" - 2:50
3. "Zero" - 3:28
4. "Stagefright" - 2:21
5. "First Time" - 2:31
6. "You Have What I Need" - 2:36
7. "Everything You Ever Wanted" - 4:10
8. "Head On Collision" - 3:04
9. "Long Ago" - 2:54
10. "Take Me" - 3:41
11. "36 Days" - 4:08